# سهل سيدنا
سهل سيدنا (بالإنجليزية: Sedna Planitia)‏، تسمية لمساحة واسعة من الأراضي المنخفضة على كوكب الزهرة، يقع إلى الجنوب من أرض عشتار، سمي نسبةً إلهة بحر لدى الإنويت «سيدنا».
يعتقد بأن السهل مغطى بالحمم ومشابه لبحار القمر.

## طالع أيضًا
- جبل ماكسويل
- تضاريس متكسرة (فلك)
- مرتفعات أفرودايت
- أرض عشتار